# 徐英 (天順進士)
徐英（1426年—1485年），字時傑，四川潼川州中江縣人，民籍，治《易經》，年三十二歲中式天順元年丁丑科第三甲第一百一十五名進士。八月二十六日生，行二，曾祖徐必達；祖徐子仁；父徐凱，陰陽訓術；母雷氏。具慶下，妻黃氏，兄剛，弟貫。由國子生中式四川鄉試第三十八名舉人，會試中式第二百八十三名。